# 2853 Harvill
2853 Harvill (1963 RG) là một tiểu hành tinh vành đai chính được phát hiện ngày 14 tháng 9 năm 1963 bởi Đài thiên văn Goethe Link ở Brooklyn.